# Tomas Tranströmer

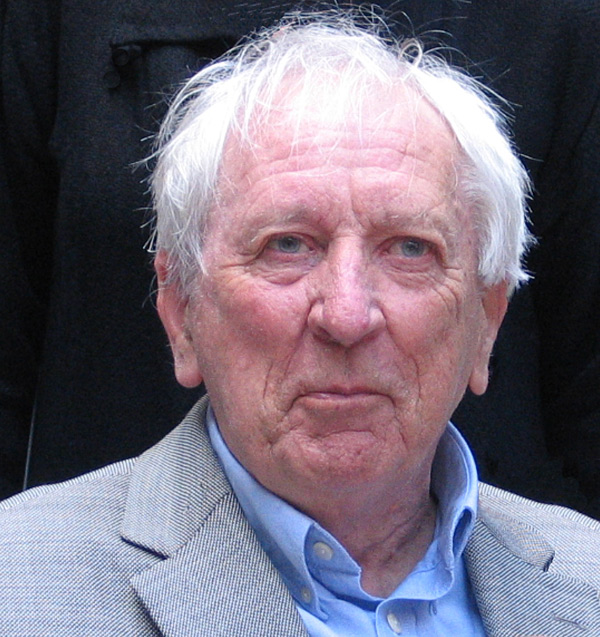
Tomas Tranströmer (2008)

Tomas Gösta Tranströmer [ˈtuːmas ˈjøsta ˈtɾɑːnˌstɾø:məɾ] (* 15. April 1931 in Stockholm; † 26. März 2015 ebenda) war ein schwedischer Lyriker, der 2011 mit dem Nobelpreis für Literatur ausgezeichnet wurde. Sein in mehr als 50 Sprachen übersetztes Gesamtwerk umfasst zwölf Gedichtbände mit einem Gesamtvolumen von weniger als 500 Seiten. Zu den Kennzeichen seiner Lyrik zählt die höchstmögliche Verdichtung von Sprachbildern.

## Leben
Tomas Tranströmers Vater war Journalist, seine Mutter Lehrerin und nach der Scheidung alleinerziehend. Bevor der junge Tranströmer die Musik und die Kunst für sich entdeckte, wollte er Naturwissenschaftler oder Archäologe werden. 1950 legte er am Stockholmer Södra Latins Gymnasium das Abitur ab. Das Studium der Literaturgeschichte und Poetik, Religionsgeschichte und Psychologie an der Hochschule Stockholm schloss er 1956 mit dem Bachelor of Arts ab. Weitere vier Jahre blieb er dort als wissenschaftlicher Mitarbeiter, bevor er auf eine Stelle als Psychologe an die Jugendstrafanstalt Roxtuna wechselte.
1965 zog er nach Västerås, eine Stadt knapp 100 km westlich von Stockholm, wo er lange lebte. Er wurde dort mit den Jahren so geschätzt, dass die Stadtoberen 1997 einen nach ihm benannten Tranströmer-Preis für Literatur einrichteten. Der Preis wird seit 1998 von der Stadt alle zwei Jahre an einen skandinavischen Lyriker oder an einen Lyriker aus einem der Ostsee-Anrainerstaaten verliehen. Ab 1980 bis zum Ruhestand nahm Tranströmer eine Stelle als Arbeitspsychologe beim nationalen schwedischen Arbeitsamt wahr. Nach seiner Pensionierung zog Tranströmer mit seiner Frau Monica zurück nach Stockholm.

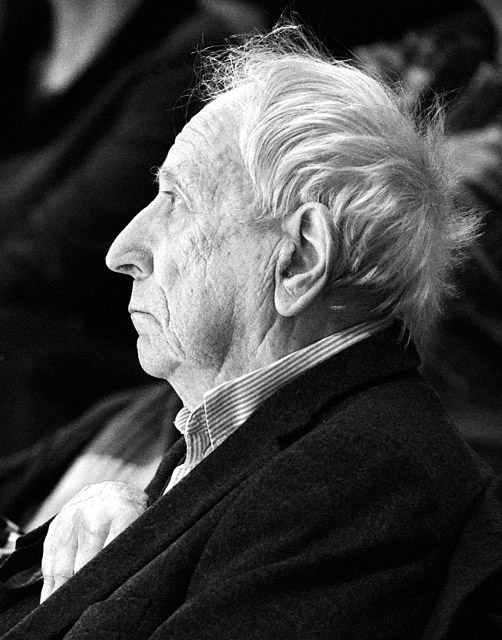
Tomas Tranströmer (2014)

Tranströmer debütierte 1954 als 23-Jähriger mit der Gedichtsammlung 17 dikter (17 Gedichte). Er experimentierte darin auch mit Blankversen, bevorzugte aber später freie Rhythmen. Einige seiner nächsten Gedichtsammlungen, z. B. Hemligheter på vägen (1958) und Klanger och spår (1966), verarbeiteten Erlebnisse auf Auslandsreisen nach Spanien, auf den Balkan, nach Afrika und in die USA. Seine Texte entstanden immer wieder als Resultat einer Konfrontation mit anderen Künsten, so etwa sein poetisches Porträt Edvard Griegs oder sein Gedicht Ein Mensch aus Benin, das von einem afrikanischen Kunstwerk im Wiener Museum für Völkerkunde inspiriert wurde.
Eine produktive Künstlerfreundschaft verband Tranströmer mit dem US-amerikanischen Dichter Robert Bly, der von norwegischen Eltern abstammt. Sie übersetzten einander werkgetreu in die jeweilige Sprache des anderen und nahmen gegenseitig auch Gedichte in eigene Veröffentlichungen auf. Der Bonniers Verlag gab 2001 zum 70. Geburtstag Tranströmers ein Buch mit der Korrespondenz der beiden Dichter aus den Jahren 1964 bis 1990 heraus.
Ein Schlaganfall im November 1990 hatte eine halbseitige Lähmung und Aphasie zur Folge. Nach einer längeren Rehabilitation war er wieder in der Lage, zu schreiben. Seine Frau half ihm bei der Bearbeitung von Textentwürfen. Seine Gedichte wurden nach dem Schlaganfall kürzer und thematisieren nicht selten das Verhältnis des Dichters zu seiner Sprache. Sein 1996 veröffentlichtes Buch Sorgegondolen (Die Trauergondel) verkaufte sich auf dem kleinen schwedischen Buchmarkt in einer Auflage von 30.000 Exemplaren. Den stora gåtan (Das große Rätsel, 2004) befasste sich teilweise mit dem Thema des Todes, seinen Vorzeichen und Erfahrungen. Tranströmer war außerdem ein ausgewiesen begabter Amateurmusiker; er spielte Orgel und Klavier.
Aus der Ehe mit seiner Frau Monica Bladh gingen zwei Töchter hervor.

## Poetik
Tomas Tranströmer setzte auf Intensität und eine höchstmögliche Verdichtung von Sprachbildern, die mit sehr wenigen Worten auskommt. Wirken wollte er allein durch die Vielfalt der Assoziationen und Balancierungen. Mit der Selbstdisziplinierung durch Verknappung und Lakonie der Rede gelangte er schon seit den 1950ern immer wieder zu den strengen Formvorschriften des japanischen Haiku-Gedichts, einer Gedichtform, in der nicht die Wörter, sondern die Silben die Bausteine sind.
Kompositorisch experimentierte er von Beginn an mit kühnen Metaphern, freien Rhythmen ebenso wie sapphischen Stanzen. Seine Wortwahl gilt jedoch als relativ moderat und unprätentiös, sein Stil als gewollt einfach, aber sehr rhythmisch und durch überraschende Momente und Assoziationssprünge spannend.
Inhaltlich geht es seltener um Naturbetrachtung oder abstrakt Philosophisches, sondern um Reflexion von Begegnungen im gelebten Alltag. Nicht die Außenwelt der Medien und Weltprobleme und auch nicht die Innenwelt der Nabelschau zu kurz gekommener Gefühle, Erinnerungen und Beziehungsdramen sind hier Thema, sondern die Konzentration auf den Moment und das Wesentliche des menschlichen Nahbereichs. Eine Rezension des Deutschlandradios bezeichnet ihn als „von Gerüchen, Farben, Schwingungen und Zwischentönen regiert“.
Literaturgeschichtlich steht Tranströmer in der Tradition der „Poésie pure“ Paul Valérys. Er steht dem Prinzip „l’art pour l’art“ (Kunst um ihrer selbst willen, ohne weitere Wirkungsabsicht) nahe, ist aber über die Perfektion der Form hinaus durchaus an der „Selbstbefragung des Psycho-Logischen“ interessiert. Einer literarischen Schule ist er nicht zuzuordnen. In der deutschsprachigen Lyrikszene des beginnenden 21. Jahrhunderts sind ihm die ebenfalls größtmöglich verdichteten Gedichte von Sarah Kirsch nahe, obschon diese immer eher der Naturlyrik zugewandt war. In den frühen 1970er Jahren, als das Buch Östersjöar entstand, brachte Tranströmer die Natur der Schären-Küste rund um Stockholm in seinen Gedichten eingehend zur Sprache.
Tranströmers Poetik brachte eine Sprache hervor, die ohne Redeschwall auskam und darin den Prinzipien des Zen-Buddhismus nahekam: „Überdrüssig aller, die mit Worten, Worten, aber keiner Sprache daherkommen“ (Zitat aus dem Gedicht „Aus dem März ’79“, 1983 veröffentlicht).
Tranströmers Sprachkraft und Bildmächtigkeit machten ihn zum meistübersetzten skandinavischen Dichter in der englischsprachigen Welt des 20. Jahrhunderts, urteilte die Encyclopædia Britannica. Insgesamt ist er in über 50 Sprachen übersetzt. Auf Deutsch sind sämtliche Gedichte Tranströmers in Übersetzungen von Hanns Grössel erschienen. 1965 übertrug Nelly Sachs, selbst im Folgejahr Nobelpreisträgerin geworden, eine Auswahl seiner Gedichte – siebzehn an der Zahl – ins Deutsche.
Adam Zagajewski hob in einer Würdigung Tranströmers hervor, er habe, „von anderen Dichtern und einem Teil der Literaturkritk heftig angegriffen (...) seine Poetik unter dem Einfluß der linken Emotionen von 1968 in  keiner Weise verändert, er schrieb weiterhin schwierige Gedichte, blieb seiner Poetik, seiner auf das gesamte Leben ausgeweiteten Suche treu.“

## Auszeichnungen
1966 erhielt Tranströmer zusammen mit Bo Bergman den nach Carl Michael Bellman benannten schwedischen Bellman-Preis. Für die 1989 erschienene Gedichtsammlung För levande och döda (dt. Für Lebende und Tote) wurde er 1990 mit dem renommierten Literaturpreis des Nordischen Rates ausgezeichnet. 2011 wurde ihm der Nobelpreis für Literatur verliehen. Die Svenska Akademien begründete die Auszeichnung damit, dass Tranströmer „uns in komprimierten, erhellenden Bildern neue Wege zum Wirklichen weist“. Seit 1993 war Tranströmer jährlich für den Preis nominiert worden.
- 1966: Bellman-Preis
- 1981: Petrarca-Preis
- 1981: Kellgren-Preis
- 1985: Aniara-Preis
- 1990: Literaturpreis des Nordischen Rates
- 1990: Neustadt International Prize for Literature
- 1991: Nordischer Preis der Schwedischen Akademie
- 1992: Horst-Bienek-Preis für Lyrik
- 1996: August-Preis
- 1998: Ján-Smrek-Preis
- 2001: Großer Preis des Samfundet De Nio
- 2011: Nobelpreis für Literatur

## Werke

### Originalausgaben
- 17 dikter. Bonnier, Stockholm 1954.
- Hemligheter på vägen. Bonnier, Stockholm 1958.
- Den halvfärdiga himlen. Bonnier, Stockholm 1962.
- Klanger och spår. Bonnier, Stockholm 1966.
- Mörkerseende. Författarforlaget, Göteborg 1970.
- Stigar. Författarforlaget, Göteborg 1973, ISBN 91-7054-110-8.
- Östersjöar. Bonnier, Stockholm 1974, ISBN 91-0-039367-3.
- Sanningsbarriären. Bonnier, Stockholm 1978, ISBN 91-0-043684-4.
- Det vilda torget. Bonnier, Stockholm 1983, ISBN 91-0-046048-6.
- För levande och döda. Bonnier, Stockholm 1989, ISBN 91-0-047672-2.
- Minnena ser mig [Selbstbiografie]. Bonnier, Stockholm 1993, ISBN 91-0-055716-1.
- Sorgegondolen. Bonnier, Stockholm 1996, ISBN 91-0-056232-7.
- Air Mail. Brev 1964–1990. Brevväxling mellan Tomas Tranströmer och Robert Bly, Bonnier, Stockholm 2001, ISBN 91-0-057384-1.
- Fängelse. Nio haikudikter från Hällby ungdomsfängelse (1959). Edition Edda, Uppsala 2001, ISBN 91-89352-10-6.
- Den stora gåtan. Bonnier, Stockholm 2004, ISBN 91-0-010310-1.
- Jonas Ellerström (Hrsg.): Tomas Tranströmers ungdomsdikter. Ellerström, Lund 2011, ISBN 978-91-7247-261-7.

### Deutsche Ausgaben
- Siebzehn Gedichte, in: Schwedische Gedichte. Ausgewählt und übertragen von Nelly Sachs, Luchterhand: Neuwied – Berlin 1965, darunter Der halbfertige Himmel (1962), S. 111.
- Gedichte. Vom Autor durchgesehene Übersetzungen von Friedrich Ege, Pierre Zekeli und G. A. Modersohn. Literarisches Colloquium, Berlin 1969.
- Formeln der Reise. Aus dem Schwedischen nachgedichtet von Friedrich Ege u. a. Verlag Volk und Welt, Berlin 1983.
- Der wilde Marktplatz. [Det vilda torget]. Aus dem Schwedischen von Hanns Grössel. Hanser, München 1985, ISBN 3-446-14232-0.
- Der Mond und die Eiszeit. Übersetzung: Hanns Grössel. Piper, München 1992, ISBN 3-492-11379-6.
- Schmetterlingsmuseum. Fünf autobiographische Texte. Reclam, Leipzig 1992, ISBN 3-379-00740-4.
- Für Lebende und Tote. [För levande och döda]. Aus dem Schwedischen von Hanns Grössel. Hanser, München 1993, ISBN 3-446-17390-0.
- Sämtliche Gedichte. Übersetzung: Hanns Grössel. Hanser, München 1997, ISBN 3-446-18961-0.
- Die Erinnerungen sehen mich. [Minnena ser mig]. Übersetzung von Hanns Grössel. Hanser, München 1999, ISBN 3-446-19670-6.
- Einunddreißig Gedichte. Zweisprachige Ausgabe. Übersetzt von Hanns Grössel. Ed. Goldberg, Stade 2002, ISBN 3-00-009717-1.
- Das große Rätsel. Gedichte. [Den stora gåtan]. Zweisprachige Ausgabe. Übersetzt von Hanns Grössel. Hanser, München 2005, ISBN 3-446-20582-9.
- Ungdomsdikter/Jugendgedichte. Zweisprachige Ausgabe. Übersetzt von Hanns Grössel. Kleinheinrich, Münster 2011, ISBN 978-3-930754-68-7.
- Tomas Tranströmer. (= Poesiealbum. 298). Märkischer Verlag, Wilhelmshorst 2012, ISBN 978-3-931329-98-3.
- In meinem Schatten werde ich getragen. Gesammelte Gedichte. Fischer Taschenbuch, 2013, ISBN 978-3-596-19675-3.

Hörbuch:
- Die Erinnerungen sehen mich. Aus dem Schwedischen von Hanns Grössel, gelesen von Michael Krüger. Hörbuch Hamburg, Hamburg 2011, 2 CD, 109 min, ISBN 978-3-89903-370-0.

### Bibliografie
- Lennart Karlström: Tomas Tranströmer. En bibliografi. (= Acta Bibliothecae regiae Stockholmiensis, 50, 66). Kungl. Biblioteket, Stockholm 1990 (Band 1) und Stockholm 2001 (Band 2), ISBN 91-7000-134-0 und ISBN 91-87264-60-9.

### Studien
- Kjell Espmark: Resans formler. En studie i Tomas Tranströmers poesi. Norstedt, Stockholm 1983, ISBN 91-1-833212-9.
- Joanna Bankier: The Sense of Time in the Poetry of Tomas Tranströmer. Berkeley 1985 [Ph. D. in Comparative Literature]
- Staffan Bergsten: Den trösterika gåtan. Tio essäer om Tomas Tranströmers lyrik. FIB:s lyrikklubb, Stockholm 1989, ISBN 91-550-3424-1.
- Detlef Brennecke: Von Tegnér bis Tranströmer. Zwölf Essays zur schwedischen Literatur. Lang, Frankfurt am Main 1991, ISBN 3-631-43902-4.
- Niklas Schiöler: Koncentrationens konst. Tomas Tranströmers senare poesi. Bonnier, Stockholm 1999, ISBN 91-0-056913-5. (zugleich Diss. Göteborg 1999)
- Staffan Bergsten: Tomas Tranströmer. Ett diktarporträtt. Bonnier, Stockholm 2011, ISBN 978-91-0-012515-8.